# Liste der Monuments historiques in Fourg
Die Liste der Monuments historiques in Fourg führt die Monuments historiques in der französischen Gemeinde Fourg auf.

## Liste der Immobilien
| Bezeichnung      | Beschreibung                                                   | Standort                | Kennzeichnung | Schutzstatus | Datum | Bild |
| ---------------- | -------------------------------------------------------------- | ----------------------- | ------------- | ------------ | ----- | ---- |
| Château de Fourg | Herrenhaus, um 1775; mit Teilen der Ausstattung und dem Garten | 8 Route de Byans (Lage) | PA25000012    | Inscrit      | 1998  |      |

## Liste der Objekte
| Bezeichnung                | Beschreibung                                      | Standort                        | Kennzeichnung | Schutzstatus | Datum | Bild |
| -------------------------- | ------------------------------------------------- | ------------------------------- | ------------- | ------------ | ----- | ---- |
| Pietà                      | Stein, 16. Jahrhundert                            | in der Kirche St-Germain (Lage) | PM25000726    | Classé       | 1928  |      |
| Osterleuchter              | Schmiedeeisen, 18. Jahrhundert                    | in der Kirche St-Germain (Lage) | PM25000727    | Classé       | 1928  |      |
| Gemälde Mariä Verkündigung | Ölfarbe auf Leinwand, Holzrahmen, 18. Jahrhundert | in der Kirche St-Germain (Lage) | PM25002113    | Inscrit      | 2003  |      |
| Gemälde Maria Magdalena    | Ölfarbe auf Leinwand, 18. Jahrhundert             | in der Kirche St-Germain (Lage) | PM25002114    | Inscrit      | 2003  |      |
| Gemälde Kruzifix           | Ölfarbe auf Leinwand, 17. Jahrhundert             | in der Kirche St-Germain (Lage) | PM25002112    | Inscrit      | 2003  |      |